# Branko Merxhani
Branko Merxhani właśc. Aleksandër Merxhani (ur. 1894 w Niszu, zm. 25 września 1981 w Stambule) – albański pisarz, dziennikarz i krytyk literacki.

## Życiorys
Był synem osmańskiego sędziego, pochodzenia albańskiego, (który w latach 90. XIX w. pracował w Niszu) i Serbki. Nosił imię Aleksandër, ale przez matkę był nazywany Branko, którym to imieniem posługiwał się w dorosłym życiu. Ukończył niemieckojęzyczne liceum w Bursie, a następnie studiował w Stambule i w Austrii. Po przejęciu władzy w Turcji przez Atatürka przeniósł się do Ankary, gdzie pracował jako dziennikarz. Powrócił do Albanii w związku z kwestiami majątkowymi dotyczącymi jego rodziny. W tym czasie nie znał języka albańskiego, posługiwał się tureckim i niemieckim. Osiedlił się początkowo w Gjirokastrze, gdzie pisał do czasopisma Demokratia (Demokracja), kierowanego przez Jorgji Meksiego. Na łamach czasopisma przedstawił po raz pierwszy (razem z Vangjelem Koçë) koncepcję ideologiczną określaną pojęciem neoalbanizmu (alb. Neoshqiptarizma), nawiązującą do prac tureckiego socjologa Ziyi Gökalpa. Po zamknięciu pisma Demokratia Merxhani przeniósł się do Tirany, gdzie związał się z czasopismem Illyria, redagowanym przez Karla Gurakuqiego, a następnie z pismem Koha e Re (Nowe czasy), wydawanego przez Suata Asllaniego. W październiku 1936 rozpoczął wydawanie własnego czasopisma Përpjekja shqiptare (Albański trud). Na łamach czasopisma Merxhani rozwinął ideę neoalbanizmu postulując konieczność duchowego odrodzenia Albańczyków, pogrążonych dotąd w zacofaniu i w systemie feudalnym. Czasopismo propagowało wśród Albańczyków dzieła Descartesa, Comte'a i Durkheima, stając się forum dyskusji nad współczesnym społeczeństwem albańskim, literaturą, filozofią i historią. 

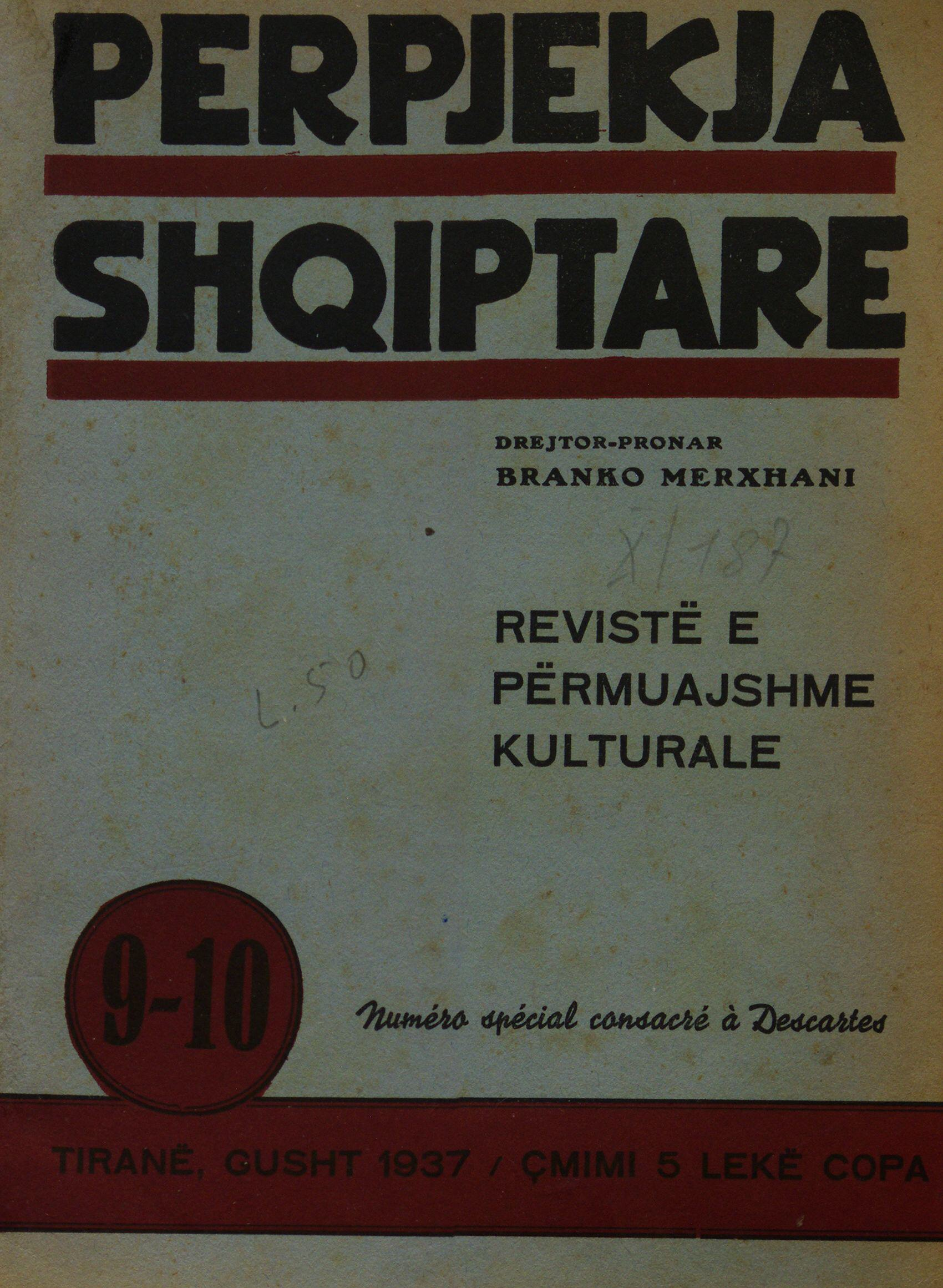
Czasopismo Përpjekja shqiptare - wydanie z 1938 roku

Po agresji włoskiej na Albanię ostatnie dwa numery czasopisma zostały skonfiskowane przez policję włoską, a czasopismo zmieniło tytuł na Përpjekja fashiste (Faszystowski trud). W sierpniu 1939 Merxhani opuścił Albanię i przeniósł się do Turcji. W Stambule współpracował z Mehmetem Konitsą, działając w tajnej organizacji skupiającej Albańczyków, a następnie przeniósł się do Egiptu, gdzie współpracował z lokalną filią rozgłośni Głos Ameryki. W 1941 przeniósł się do Jerozolimy, gdzie doczekał końca wojny. Po zakończeniu wojny pisał do czasopisma Hürriyet, wydawanego w Stambule, używał pseudonimu Baha Bey. Publikował także w czasopismach Tan, Gunaydin i Yeni Gazete.
Był żonaty, miał córkę Afërditę.

## Twórczość
- 1996: Formula të Neoshqiptarismës: përmbledhje shkrimesh (oprac. Aurel Plasari)
- 2003: Branko Merxhani: vepra (oprac. Ndriçim Kulla)